# Майское поле (1815)
Майское поле — торжественное собрание, состоявшееся в 1815 году во время Ста дней на Марсовом поле в Париже в подражание древним майским полям, на котором император Наполеон I в присутствии депутатов от всех избирательных коллегий и армии ратифицировал Дополнительный акт к конституции Империи. Депутаты были приглашены к 26 мая 1815 года, но торжество состоялось только 1 июня.

## Церемония
На огромном алтаре, воздвигнутом в середине Марсова поля, Луи-Матье де Барраль отслужил мессу.
Анри де Каррион-Низас зачитал адрес от имени французского народа и центральной депутатской фракции избирателей. Жан-Жак Дюбуа, депутат от департамента Мен и Луара, произнёс торжественную речь.
Ответив на речь депутата, Наполеон дал клятву на Евангелии, которое держал в руках архиепископ Буржа, соблюдать конституцию Империи; в ответ он получил клятву верности от народа в лице депутатов.

## Некоторые участники

### Членыцарской семьи
- Жером Бонапарт, экс-король Вестфалии.

### Прелаты
- Луи-Матье де Барраль[фр.], архиепископ Тура;
- Альфонс-Юбер де Латье де Баян;
- Этьен Андре Франсуа де Поль де Фалло де Бомон де Бопре[фр.], архиепископ Буржа;
- Луи Бельма[фр.], епископ Камбре;
- Анри Раймон[фр.], епископ Дижона[фр.];
- Клод Андре[фр.], каноник капитула Сен-Дени[фр.], бывший епископ Кемпера.

### Военные
- Шарль Огюст Жан-Батист Луи-Жозеф Бонами де Бельфонтен;
- Анри де Каррион-Низас;
- Франсуа Кристоф Келлерманн, герцог де Вальми;
- Жан-Батист Жозеф Сурд[фр.]: удостоился похвалы императора за храбрость.

### Политики
- Этьен Буде[фр.], член парламента;
- Феликс Лепелетье[фр.], депутат от Нижней Сены;
- Генерал Жорж Жозеф Дюфур, представитель Жиронды, командующий национальной гвардией этого департамента;
- Антуан Дюбуа де Бельгард[фр.], депутат от Майена;
- Жан-Жак Дюбуа[фр.], депутат от Мен и Луары;
- Жак Фуше[фр.], член совета департамента[фр.] Шер.

### Комментарии
1. ↑  Конституция империи была изменена в либеральную сторону актом, составленным по просьбе Наполеона Бенжаменом Констаном. Этот «Дополнительный акт», обнародованный 22 апреля 1815 года, был представлен на одобрение народа путем плебисцита: хотя он был принят подавляющим большинством (более 99 %), явка при голосовании была очень низкой: от участия воздержались 77 %.